# Marco Reus
Marco Reus (ur. 31 maja 1989 w Dortmundzie) – niemiecki piłkarz, występujący na pozycji napastnika w amerykańskim klubie  Los Angeles Galaxy. W latach 2011–2021 wielokrotny reprezentant Niemiec. Brązowy medalista Mistrzostw Europy 2012, uczestnik Mistrzostw Świata 2018.

## Kariera klubowa
Marco Reus jako junior grał w klubach Post SV Dortmund oraz Borussia Dortmund. W 2006 trafił do rezerw zespołu Rot Weiss Ahlen. W 2007 został włączony do jego pierwszej drużyny, grającej w Regionallidze Nord. W 2008 awansował z klubem do 2. Bundesligi. Pierwszy mecz zaliczył w niej 17 sierpnia 2008 przeciwko FSV Frankfurt (2:1). W Rot Weiss Ahlen Reus grał do końca sezonu 2008/2009. W sumie rozegrał tam 43 ligowe spotkania i zdobył 5 bramek.
Latem 2009 podpisał kontrakt z Borussią Mönchengladbach. W Bundeslidze zadebiutował 9 sierpnia 2009 w zremisowanym 3:3 spotkaniu z VfL Bochum. W Borussii od czasu debiutu był podstawowym graczem. 28 sierpnia 2009 w wygranym 2:0 meczu z 1. FSV Mainz 05 strzelił pierwszego gola w trakcie gry w Bundeslidze.
4 stycznia 2012 podpisał 5-letni kontrakt z Borussią Dortmund, na mocy którego formalnie został jej zawodnikiem od 1 lipca 2012 (kwota odstępnego wyniosła 17.5 miliona euro). 10 lutego 2015 przedłużył swój kontrakt z Borussią Dortmund do 2019, usuwając również poprzednią klauzulę odstępnego, która od stycznia 2015 wynosiła 25 mln euro.
15 sierpnia 2024  podpisał kontrakt z amerykańskim klubem Los Angeles Galaxy.

## Kariera reprezentacyjna
W 2009 zadebiutował w reprezentacji Niemiec do lat 21. W seniorskiej kadrze zadebiutował 7 października 2011 w meczu przeciwko Turcji (3:1).
W 2012 został powołany do kadry Niemiec na Mistrzostwa Europy. Zagrał na nich w dwóch meczach: z Grecją (4:2) i z Włochami (1:2). W spotkaniu z Grecją zdobył bramkę na 4:1 dla Niemców.
Z powodu kontuzji nie zagrał na mundialu 2014 w Brazylii ani na Euro 2016 we Francji.
Wystąpił na Mistrzostwach Świata 2018 w Rosji, gdzie strzelił jednego gola w meczu przeciwko Szwecji.

## Statystyki

### Klubowe
(aktualne na dzień 5 listopada 2022)
| Klub                     | Sezon              | Liga  | Liga | Puchar Niemiec | Puchar Niemiec | Europa | Europa | Inne  | Inne | Suma  | Suma |
| Klub                     | Sezon              | Mecze | Gole | Mecze          | Gole           | Mecze  | Gole   | Mecze | Gole | Mecze | Gole |
| ------------------------ | ------------------ | ----- | ---- | -------------- | -------------- | ------ | ------ | ----- | ---- | ----- | ---- |
| Rot Weiss Ahlen II       | 2006/2007          | 5     | 2    | –              | –              | –      | –      | –     | –    | 5     | 2    |
| Rot Weiss Ahlen II       | 2007/2008          | 1     | 1    | –              | –              | –      | –      | –     | –    | 1     | 1    |
| Rot Weiss Ahlen II       | Ogólnie            | 6     | 3    | 0              | 0              | 0      | 0      | 0     | 0    | 6     | 3    |
| Rot Weiss Ahlen          | 2007/2008          | 16    | 1    | –              | –              | –      | –      | –     | –    | 16    | 1    |
| Rot Weiss Ahlen          | 2008/2009          | 27    | 4    | 1              | 0              | –      | –      | –     | –    | 28    | 4    |
| Rot Weiss Ahlen          | Ogólnie            | 43    | 5    | 1              | 0              | 0      | 0      | 0     | 0    | 44    | 5    |
| Borussia Mönchengladbach | 2009/2010          | 33    | 8    | 2              | 0              | –      | –      | –     | –    | 35    | 8    |
| Borussia Mönchengladbach | 2010/2011          | 32    | 10   | 3              | 1              | –      | –      | 2     | 1    | 37    | 12   |
| Borussia Mönchengladbach | 2011/2012          | 32    | 18   | 5              | 3              | –      | –      | –     | –    | 37    | 21   |
| Borussia Mönchengladbach | Ogólnie            | 97    | 36   | 10             | 4              | 0      | 0      | 2     | 1    | 109   | 41   |
| Borussia Dortmund        | 2012/2013          | 32    | 14   | 3              | 1              | 13     | 4      | 1     | 0    | 49    | 19   |
| Borussia Dortmund        | 2013/2014          | 30    | 16   | 4              | 0              | 9      | 5      | 1     | 2    | 44    | 23   |
| Borussia Dortmund        | 2014/2015          | 20    | 7    | 5              | 1              | 4      | 3      | –     | –    | 29    | 11   |
| Borussia Dortmund        | 2015/2016          | 26    | 12   | 4              | 2              | 13     | 9      | –     | –    | 43    | 23   |
| Borussia Dortmund        | 2016/2017          | 17    | 7    | 3              | 2              | 4      | 4      | –     | –    | 24    | 13   |
| Borussia Dortmund        | 2017/2018          | 11    | 7    | –              | –              | 4      | 0      | –     | –    | 15    | 7    |
| Borussia Dortmund        | 2018/2019          | 27    | 17   | 3              | 3              | 6      | 1      | –     | –    | 36    | 21   |
| Borussia Dortmund        | 2019/2020          | 19    | 11   | 2              | 1              | 4      | 0      | 1     | 0    | 26    | 12   |
| Borussia Dortmund        | 2020/2021          | 32    | 8    | 6              | 2              | 10     | 1      | 1     | 0    | 49    | 11   |
| Borussia Dortmund        | 2021/2022          | 29    | 9    | 3              | 0              | 8      | 3      | 1     | 1    | 41    | 13   |
| Borussia Dortmund        | 2022/2023          | 9     | 2    | 1              | 0              | 2      | 1      | 0     | 0    | 12    | 3    |
| Ogólnie                  | Ogólnie            | 252   | 110  | 34             | 12             | 77     | 31     | 5     | 3    | 368   | 156  |
| Ogólnie w karierze       | Ogólnie w karierze | 398   | 154  | 45             | 16             | 77     | 31     | 7     | 4    | 527   | 205  |

### Reprezentacyjne
(aktualne na dzień 11 listopada 2021)
| Niemcy  | Niemcy | Niemcy |
| Rok     | Mecze  | Gole   |
| ------- | ------ | ------ |
| 2011    | 3      | 0      |
| 2012    | 10     | 5      |
| 2013    | 6      | 2      |
| 2014    | 4      | 0      |
| 2015    | 4      | 2      |
| 2016    | 2      | 0      |
| 2018    | 8      | 1      |
| 2019    | 7      | 3      |
| 2021    | 4      | 2      |
| Ogólnie | 48     | 15     |

## Sukcesy

### Rot Weiss Ahlen
- Regionalliga Nord: 2007/2008

### Borussia Dortmund
- Puchar Niemiec: 2016/2017, 2020/2021
- Superpuchar Niemiec: 2013, 2014, 2019

### LA Galaxy
- MLS: 2024[5]

### Niemcy
Mistrzostwa Europy
- 3. miejsce: 2012

### Indywidualne
- Król asyst Bundesligi: 2013/2014
- Piłkarz roku w Niemczech: 2012[6], 2019[7]
- Gracz roku w Borussii Dortmund: 2013/2014
- Gracz roku w reprezentacji Niemiec: 2018
- Gracz sezonu w Bundeslidze: 2011/2012, 2013/2014, 2018/2019
- Drużyna sezonu Bundesligi: 2011/2012, 2012/2013, 2013/2014, 2014/2015, 2015/2016, 2018/2019
- Drużyna sezonu Ligi Mistrzów UEFA: 2012/2013
- Drużyna Roku UEFA: 2013

### Rekordy
- Najwięcej występów w historii Ligi Mistrzów UEFA w barwach Borussii Dortmund: 58 meczów[c][8]